# Louis Pauwels
Louis Pauwels (Parigi, 2 agosto 1920 – Suresnes, 28 gennaio 1997) è stato un giornalista e scrittore francese.

## Biografia
Nacque a Parigi e scrisse sin dalla giovane sua età per varie riviste letterarie. La sua carriera universitaria s'interruppe con l'inizio della seconda guerra mondiale e, per vivere, dal principio insegnò letteratura francese nel comune di Athis-Mons, dal 1939 al 1945, impegnandosi nel contempo ad assimilare, specie da testi di Vivekananda,  la dottrina Indu. Nel 1948 scelse di seguire gli insegnamenti e gli esercizi di Georges Ivanovič Gurdjieff; qualche mese dopo, alla scomparsa di questi, nel 1949 Pauwels fu assunto alla direzione del giornale Paris-Presse e poi di Combat (già foglio simbolo della Resistenza francese). Louis Pauwels fu anche tra i redattori della Bibliothèque Mondiale, di poi divenuta la popolare serie "Livre de Poche" (libri tascabili);  scrisse sulla rivista Carrefour; sul  mensile, orientato in specie al pubblico femminile, Marie Claire e, dal 1952, fu tra i redattori della rivista Arts et Culture. Nel 1961 fondò, con Jacques Bergier, l'eclettica rivista Planète (tra i cui collaboratori: René Alleau, Serge Hutin, Michel Ragon): cambiando nome - alla fine degli anni '60, per via della rottura di rapporto amicale tra Pauwels e Bergier -, divenne per pochi mesi Nouveau Planète.  Pauwels scrisse numerosi articoli anche per Le Journal du dimanche tra il 1975 e il 1976.
Nel 1977 divenne responsabile dell'inserto culturale de Le Figaro, che precorre Le Figaro Magazine: il settimanale, allegato a Le Figaro, in uscita dall'ottobre del 1978. Questa nuova rivista, per volontà dell'allora direttore di Le Figaro, Robert Hersant, si presentava qual rivale - da destra - del Nouvel Observateur, posizionato a sinistra, perciò nella redazione del magazine  vennero inclusi anche vari esponenti del gruppo etnonazionalista GRECE, tra i quali tra cui il suo fondatore Alain de Benoist. Tuttavia, nel 1979,i membri del GRECE abbandonarono il progetto, così Pauwels decise di assumere per la rivista posizioni più libertari, dal punto di vista economico, mantenendone di conservatrici in ambito sociale e politico. Pauwels restò a capo del settimanale fino al 1993. Fu durante questo periodo da direttore che nel 1986 scrisse uno dei suoi articoli più celebri: su quello che lui riteneva l'"AIDS mentale" che vesserebbe la gioventù francese contemporanea; faceva riferimento alle proteste di quel periodo contro il progetto di legge Devaquet (che avrebbe reso le università francesi assai più selettive nell'ammissione degli studenti e aumentato notevolmente le tasse d'iscrizione); e si riferiva anche alle proteste seguite alla morte di Malik Oussekine, studente assassinato dalla gendarmeria mentre era in custodia cautelare.
Pauwels è l'autore di numerose opere saggistiche, la più famosa delle quali è Il mattino dei maghi (1960), opera composita di divulgazione scientifica e temi occulti e fiction fantastica, redatto con Jacques Bergier, da Pauwels conosciuto e divenutone amico e stretto collaboratore sin dai tempi in cui preparava il libro di testimonianze su Gurdjieff. L'opera tratta di vari argomenti sempre connessi, anche quando trattasi di scienze, col tema dell'occultismo: psicocinesi; parapsicologia di frontiera (si fa il nome del sonnambulo Cayce); esoterismo hitleriano; società segrete, ecc.. La traduzione in italiano di quest'opera aprì la nostra cultura alla conoscenza dell'opera di Arthur Machen, sino ad allora pressoché ignoto nel nostro Paese.
Nel 1973 Pauwels pubblicò il saggio Ce que je crois in cui riassunse il suo, allora eclettico, credo politico/filosofico; ma durante gli anni '80 la sua ulteriore e definitiva svolta: la conversione al cattolicesimo, documentata, nell'ambito di un ampio volume-reportage giornalistico, da un'intervista concessa a Vittorio Messori.
Nel 1997, la vedova dell'Autore, Elina, ha inaugurato il Prix Pauwels, che dal 2007 viene organizzato dalla francese Sociétés des Gens des Lettres; tra i suoi  laureati più noti, Vladimir Federovski (nel 2004) e Trinh Xuan Thuan (nel 2012).

## Opere
- Louis Pauwels e Jacques Bergier, Il mattino dei maghi : introduzione al realismo fantastico, traduzione di Pietro Lazzaro; prefazione Sergio Solmi, Milano, A. Mondadori, 1963 (varie ristampe: l'ultima nel 2024)..
- Louis Pauwels, Il rogo, traduzione di Massimo Binazzi e Michele Magli, Milano, Rizzoli, 1970.
- Louis Pauwels, Monsieur Gurdjieff, traduzione di Roberta Rambelli, Roma, Edizioni mediterranee, 1972 (varie ristampe: l'ultima nel 2014)..
- Louis Pauwels e Jacques Bergier, L'uomo eterno, traduzione di Raffaele Rinaldi, Milano, A. Mondadori, 1972.
- Louis Pauwels, Lettera aperta alla gente felice e che ha ben ragione di esserlo, traduzione di F. Brunelli, Roma, Giovanni Volpe Editore, 1974.
- Louis Pauwels e Jacques Bergier, Il pianeta dell'impossibile, Roma, Edizioni mediterranee, 1975.
- Louis Pauwels, Guida alla serenità, traduzione di Antonio Zappalà, Padova, MEB, 1987.
- Louis Pauwels, Che cos'è la meditazione : un ponte tra Oriente e Occidente, traduzione di Antonio Zappalà, Padova, MEB, 1996.